# National Road
La National Road (conosciuta anche come Cumberland Road)  fu la prima importante strada negli Stati Uniti costruita dal governo federale. Costruita tra il 1811 e il 1837, la strada di 620 miglia (1.000 km) collegava i fiumi Potomac e Ohio ed era una delle principali vie di trasporto verso ovest per migliaia di coloni. Quando venne migliorata negli anni ’30 del XIX secolo, divenne la seconda strada degli Stati Uniti ad essere pavimentata con il metodo macadam, ideato dallo scozzese John Loudon McAdam.
La costruzione iniziò nel 1811 a Cumberland, Maryland, sul fiume Potomac, dirigendosi verso ovest. Dopo il panico finanziario del 1837 e la conseguente depressione economica, i finanziamenti del Congresso si esaurirono e la costruzione venne interrotta a Vandalia, Illinois, l'allora capitale dell'Illinois, 101 chilometri a nord-est di St. Louis, oltre il Mississippi.
La strada è stata anche chiamata Cumberland Turnpike, Cumberland-Brownsville Turnpike (o Road o Pike), Cumberland Pike, National Pike e National Turnpike.
Nel XX secolo, con l'avvento dell'automobile, la Strada Nazionale venne collegata ad altre rotte storiche verso la California con il nome di National Old Trails Road. Oggi, gran parte del suo tracciato è seguito dalla U.S. Route 40 (US 40), con vari tratti che portano la designazione di Alternate U.S. Route 40 (Alt. US 40) o diverse numerazioni stradali statali (come la Maryland Route 144 per diverse sezioni tra Baltimora e Cumberland).
Nel 1976 l'American Society of Civil Engineers designò la Strada Nazionale come monumento storico nazionale di ingegneria civile. Nel 2002, l'intera strada, comprese le estensioni a est verso Baltimora e a ovest verso St. Louis, venne designata come Historic National Road, una All-American Road.